# Sami Yusuf
Sami Yusuf (Teheran, 21 luglio 1980) è un cantautore britannico di origine azera.
È nato a Teheran, in Iran, da genitori originari dell'Azerbaijan nel luglio 1980 ed è cresciuto in Regno Unito.
Ha guadagnato fama internazionale con la pubblicazione per Awakening Music, del suo primo album Al-Mu'allim, autoprodotto, uscito nel luglio 2003 e che ottenne presto un grande successo. Il secondo album My Ummah, uscito nel 2005, viene pubblicato in due versioni, una strumentale e l'altra con sole percussioni. La musica di Yusuf ha come principale tema l'Islam e l'essere musulmani al giorno d'oggi, ma tratta anche molte questioni sociali e umanitarie. Sami Yusuf sta conquistando sempre più fama nel mondo musulmano, anche grazie ai suoi videoclip molto apprezzati. Archiviato il 13 marzo 2009 in Internet Archive. È in programma anche un terzo album, che uscirà probabilmente a metà 2008, di cui Sami ha anticipato due tracce durante il suo concerto a Wembley il 21 ottobre 2007 e nel suo tour statunitense, organizzato da Islamic Relief.  Archiviato il 4 dicembre 2008 in Internet Archive.

## Biografia
Sami Yusuf è un compositore, cantante e musicista britannico, nato nel luglio 1980 in una famiglia di musicisti di origine azera.
La musica ha sempre rappresentato un aspetto importante della sua vita di Sami Yusuf, che ha presto imparato a suonare diversi strumenti e, già in giovanissima età, ha espresso il suo desiderio di cantare, studiando in numerosi istituti e con maestri rinomati, tra cui compositori dell'Accademia Reale di Musica di Londra, una delle istituzioni musicali più prestigiose nel mondo.
Sami ha iniziato a comporre musica sin da quand'era bambino, e la sua bellissima voce è arricchita dalla sua grande cultura in materia di teoria musicale ed armonia e modi musicali (maqams) mediorientali.
Il suo album di debutto 'al-Mu'allim' ha venduto ben oltre il milione di copie, ed il secondo 'My Ummah' sta sorpassando i tre milioni di copie vendute nel mondo.
Sami è un musulmano devoto e il senso delle sue canzoni è di promuovere il messaggio dell'amore, del ringraziamento, pace e tolleranza e incoraggiare i giovani ad essere orgogliosi della propria religione ed identità.
Ad oggi ha suonato dal vivo in oltre trenta paesi nel mondo, da Istanbul a Casablanca, dagli Stati Uniti alla Germania arrivando a riunire un pubblico di ben 200 000 spettatori nel suo concerto in Turchia.
"Sami Yusuf è il nome più noto nella musica musulmana, ovunque" (The Independent)
"La più grande rockstar dell'Islam" (Time Magazine).

## Critiche
Oltre ai suoi tanti successi, Yusuf ha subito anche alcune critiche sulla natura dei suoi spettacoli, che i critici affermano avere molto più in comune con i concerti pop occidentali che con i valori spirituali dell'Islam che lui si vanta di sposare. Archiviato il 9 novembre 2006 in Internet Archive. La risposta di Sami non si è fatta attendere, e si può leggere sul suo sito internet. Archiviato il 29 gennaio 2007 in Internet Archive.
Al-Mu'allim

- Pubblicato: Luglio 2003
- Vendite totali: più di 1'000'000
- Singoli: "Al-Mu'allim" "Supplication"[senza fonte]

My Ummah

- Pubblicato: Settembre 2005
- Vendite totali: 5'000'000
- Singoli: "Hasbi Rabbi" "Mother" "Munajat"[senza fonte]

Without You

- Pubblicato: Gennaio 2009
- Singoli: "Forever Palestine"[senza fonte]